# Saltos ornamentais no Campeonato Mundial de Esportes Aquáticos de 2023 - Equipe

A competição de saltos ornamentais na categoria de equipes no Campeonato Mundial de Esportes Aquáticos de 2023 fora realizada no dia 18 de julho de 2023 no Fukuoka Prefectural Pool em Fukuoka, no Japão.  Ao todo, 55 participantes de 14 Comitês Olímpicos Nacionais participaram do evento .

## Cronograma
Todos os horários estão na Hora Legal Japonesa (UTC+09).
| Data        | Hora  | Evento |
| ----------- | ----- | ------ |
| 18 de julho | 11:00 | Final  |

## Formato da competição
A competição consiste em apenas uma rodada final, a equipe com melhor pontuação garante a medalha de ouro.

## Medalhistas
| Ouro                                                         | Prata                                                                      | Bronze                                                                        |
| China · Bai Yuming · Si Yajie · Zhang Minjie · Zheng Jiuyuan | México · Gabriela Agúndez · Jahir Ocampo · Aranza Vázquez · Randal Willars | Alemanha · Timo Barthel · Lena Hentschel · Christina Wassen · Moritz Wesemann |

## Resultados
| Pos.              | Saltador       | CON                                                                             | Final  | Final |
| Pos.              | Saltador       | CON                                                                             | Pontos | Pos.  |
| ----------------- | -------------- | ------------------------------------------------------------------------------- | ------ | ----- |
| Medalha de ouro   | China          | Bai Yuming Zheng Jiuyuan Si Yajie Zhang Minjie                                  | 489.65 | 1     |
| Medalha de prata  | México         | Gabriela Agúndez Jahir Ocampo Randal Willars Aranza Vázquez                     | 455.35 | 2     |
| Medalha de bronze | Alemanha       | Timo Barthel Lena Hentschel Christina Wassen Moritz Wesemann                    | 432.15 | 5     |
| 4                 | Austrália      | Nikita Hains Maddison Keeney Cassiel Rousseau Li Shixin                         | 426.15 | 13    |
| 5                 | Estados Unidos | Krysta Palmer Jack Ryan Jessica Parratto Jordan Rzepka                          | 421.40 | 14    |
| 6                 | Espanha        | Rocío Velázquez Alberto Arévalo Carlos Camacho Valeria Antolino                 | 400.00 | 15    |
| 7                 | Itália         | Sarah Jodoin Di Maria Lorenzo Marsaglia Chiara Pellacani Eduard Timbretti Gugiu | 365.85 | 16    |
| 8                 | Coreia do Sul  | Kim Su-ji Yi Jae-gyeong Cho Eun-bi Kim Yeong-taek                               | 345.60 | 17    |
| 9                 | Cuba           | Anisley García Carlos Escalona Prisis Ruiz Carlos Ramos                         | 341.50 | 18    |
| 10                | Malásia        | Nur Binti Muhammad Abrar Raj Kimberly Bong Jeilson Jabillin Hanis Jaya Surya    | 320.00 | 19    |
| 11                | Brasil         | Luana Lira Ingrid Oliveira Isaac Souza Rafael Fogaça                            | 298.70 | 20    |
| 12                | Indonésia      | Andriyan Gladies Lariesa Garina Haga Adityo Restu Putra                         | 274.00 | 21    |
| 13                | Nova Zelândia  | Mikali Dawson Anton Down-Jenkins Elizabeth Roussel Luke Sipkes                  | 270.90 | 22    |
| 14                | Macau          | Choi Sut Kuan He Heung Wing Lo Ka Wai Zhang Hoi                                 | 225.75 | 23    |